# Pigment Violet 39
Pigment Violet 39 ist ein organisches Pigment aus der Gruppe der Triarylcarbenium-Pigmente, mit einem komplexen anorganischen Anion der Phosphormolybdänsäure.

## Darstellung
Pigment Violet 39 erhält man durch die Umsetzung einer wässrigen Lösung von Kristallviolett mit Phosphormolybdänsäure, die zuvor aus einer wässrigen Lösung von Dinatriumhydrogenphosphat und Zusatz einer Natriummolybdat-Lösung aus Molybdäntrioxid und Natronlauge hergestellt wird.
Alternativ kann statt der Phosphormolybdänsäure auch ein Gemisch von Phosphormolybdänsäure und Phosphorwolframsäure eingesetzt werden.

## Eigenschaften
Pigment Violet 39 erhält man im Handel sowohl als Typen mit Phosphormolybdänsäure, als auch Phosphorwolframmolybdänsäure, wobei die erstgenannten aufgrund der etwas höheren Farbstärke die wirtschaftlich günstigere Alternative darstellen. Die beiden Typen unterscheiden sich bezüglich des Farbtons nicht. Pigment Violet 39 ist ein sehr reines, blaustichiges Violettpigment, dessen Farbton mit Pigmenten aus anderen Klassen nicht eingestellt werden kann. Das Pigment dunkelt beim Belichten.

## Verwendung
Pigment Violet 39 findet bevorzugt in Schmuckfarben oder als Nuancierkomponente in anderen Farben Verwendung.
Die Verwendung von Pigment Violet 39 als Tätowierfarbe ist in Deutschland seit 1. Mai 2009 über die Tätowiermittel-Verordnung als Permanent Make-up bzw. Tätowierfarbe verboten. In der EU wurde die Verwendung ab 5. Januar 2022 auf 0,1 % (1000 mg/kg) für ebendiese Verwendung begrenzt.

## Externe Links zu erwähnten Verbindungen
1. ↑  Externe Identifikatoren von bzw. Datenbank-Links zu C.I. Pigment Violet 39, Gerbsäuresalz:  CAS-Nr.: 68477-21-4, EG-Nr.: 614-527-4, ECHA-InfoCard: 100.107.457, Wikidata: Q132643153.